# Оскар Ессерер
Оскар Ессерер (фр. Oscar Heisserer; нар. 18 липня 1914, Ширрен, Німеччина — пом. 7 жовтня 2004, Страсбург, Франція) — французький футболіст, нападник. Учасник третього чемпіонату світу.

## Спортивна кар'єра
У складі аматорської команди «Бішвільє» двічі перемагав у чемпіонатах Ельзасу (1933, 1934). Своєю грою привернув увагу представників тренерського штабу клубу «Страсбур», до складу якого приєднався влітку 1934 року. Його партнерами по лінії нападу були німецький супербомбардир Оскар Рор і учасник другого чемпіонату світу Фредерік Келлер.
У першому сезоні, команда з Ельзасу, набрала лише на одне очко менше за «Сошо» і здобула титул віце-чемпіона Франції. Наступний чемпіонат завершила на третій позиції. Під керівництвом австрійського наставника Йозефа Блюма, «Страсбур» дійшов до фіналу в розіграші кубка 1936/37. Але у вирішальному матчі поступився «Сошо» з рахунком 1:2. Протягом чотирьох сезонів був одним з лідерів клубу. Всього провів 112 лігових матчів (45 забитих м'ячів), у кубку — 14 ігор (3 голи).
У складі національної команди дебютував 13 грудня 1936 року. На стадіоні «Парк де Пренс» французи здобули мінімальну перемогу над збірною Югославії (1:0, відзначився одноклубник Фредерік Келлер). За наступні півтора року провів п'ять ігор і потрапив до заявки на світову першість.
Третій чемпіонат світу приймала Франція. У першому матчі Жан Ніколя і Еміль Венант тричі відзначилися у воротах голкіпера збірної Бельгії, і остаточний рахунок гри — 3:1. Але вже в чвертьфіналі «рідні стіни» не допомогли французам. Перший тайм зі збірною Італії завершився внічию, Оскар Ессерер зрівняв рахунок на десятій хвилині. Але в другій половині гри не вдалося втримати Сільвіо Піолу. До початку війни провів ще п'ять поєдинків у складі національної збірної.
Влітку 1938 року, за рекордні для довоєнної Франції 150 000 франків, перейшов до столичного «Расінга». Перед початком останнього довоєнного сезону клуб значно підсилився. Окрім Ессерера, до його складу приєдналися Альфред Астон з «Ред Стару» і Жан Бастьєн з марсельського «Олімпіка». Амбіційні парижани були одними з головних претендентів на трофеї, але чемпіонат завершили лише на третій позиції. Успіх прийшов у кубку Франції. На шляху до фіналу були здобуті перемоги над «Мюлузом», «Рубе» і «Фівами». У вирішальному матчі Хосе Перес, Еміль Венант і Жуль Мате забили три голи, а суперники з лілльського «Олімпіка» відповіли одним (Геза Калочаї). 
Наступного сезону «Расінг» знову став володарем національного кубка. На попередніх етапах були здобуті перемоги над «Шоле», «Сошо» і «Руаном», а у фіналі — над «Олімпіком» з Марселя з рахунком 2:1 (голи забивали: Рене Рульє, Жуль Мате — Емануель Азнар).
Про життя під час війни відомо небагато. 1943 року, щоб уникнути мобілізації до вермахту, втік до Швейцарії. Протягом двох років перебував у таборі для інтернованих осіб. В складі французької армії звільняв рідний Ельзас від загарбників взимку 1944/45 років.
Повернувся до «Расінга», з довоєнних партнерів залишилися лише Моріс Дюпюї і Огюст Жордан. Навколо трьох ветеранів створювалася нова команда. Шість голів забитих у шести матчах стали вагомим внеском для перемоги столичного клубу у розіграші кубка Франції 1944/45. Забивав Оскар Ессерер і у фінальній грі проти «Лілля» (остаточний рахунок — 3:0).
1945 року повернувся до клубу «Страсбур». З чотирьох сезонів найбільш вдалим став сезон 1946/47. У підсумковій таблиці чемпіонату, лише за додатковими показниками, поступилася другим місцем «Реймсу». А у фіналі національного кубка — «Ліллю» (0:2).
Через п'ять років, у травні 1945-го, знову отримав виклик до лав збірної Франції. Повернення відзначив голом у ворота команди Англії на «Вемблі». Протягом  чотирьох повоєнних років провів одинадцять товариських матчів, у семи — був капітаном національної збірної.
З 1949 року — тренер ліонського «Олімпіка». У першому сезоні був гравцем основного складу, а в двох наступних — тричі виходив на футбольне поле. Під його керівництвом, команда з Ліона, двічі була найсильнішою у другому дивізіоні і провела два сезони в еліті французького футболу. В сезоні 1955/56 очолював «Страсбур» (14-е місце у Лізі 1). 

## Досягнення
- Володар кубка Франції (3): 1939, 1940, 1945
- Віце-чемпіон Франції (1): 1935
- Фіналіст кубка Франції (2): 1937, 1947
- Переможець другого дивізіону (2): 1951, 1954 (як тренер)

## Статистика
Статистика виступів в офіційних матчах:
| Сезон             | Команда           | Чемпіонат | Чемпіонат | Чемпіонат | Кубок | Кубок | Збірна | Збірна |
| Сезон             | Команда           | Ліга      | Ігри      | Голи      | Ігри  | Голи  | Ігри   | Голи   |
| ----------------- | ----------------- | --------- | --------- | --------- | ----- | ----- | ------ | ------ |
| 1934/35           | «Страсбур»        | Д-1       | 26        | 9         | 2     | 0     | —      | —      |
| 1935/36           | «Страсбур»        | Д-1       | 28        | 13        | 2     | 1     | —      | —      |
| 1936/37           | «Страсбур»        | Д-1       | 28        | 9         | 8     | 1     | 1      | 0      |
| 1937/38           | «Страсбур»        | Д-1       | 30        | 14        | 2     | 1     | 7      | 2      |
| 1938/39           | «Расінг» (Париж)  | Д-1       | 30        | 11        | 6     | 1     | 5      | 2      |
| 1939/40           | «Расінг» (Париж)  | —         | —         | —         | 3     | 1     | 1      | 1      |
| 1944/45           | «Расінг» (Париж)  | —         | —         | —         | 6     | 6     | 1      | 1      |
| 1945/46           | «Страсбур»        | Д-1       | 32        | 16        | 2     | 2     | 4      | 2      |
| 1946/47           | «Страсбур»        | Д-1       | 32        | 8         | 5     | 1     | 4      | 0      |
| 1947/48           | «Страсбур»        | Д-1       | 27        | 5         | 1     | 0     | 2      | 0      |
| 1948/49           | «Страсбур»        | Д-1       | 7         | 0         | 1     | 0     | —      | —      |
| 1949/50           | «Олімпік» (Ліон)  | Д-2       | 21        | 0         | 1     | 0     | —      | —      |
| 1950/51           | «Олімпік» (Ліон)  | Д-2       | 1         | 0         | —     | —     | —      | —      |
| 1951/52           | «Олімпік» (Ліон)  | Д-1       | 2         | 1         | —     | —     | —      | —      |
| Усього за кар'єру | Усього за кар'єру | Д-1       | 242       | 86        | 39    | 14    | 25     | 8      |
| Усього за кар'єру | Усього за кар'єру | Д-2       | 22        | 0         | 39    | 14    | 25     | 8      |

Тренерська статистика:
| Турнір                  |   |     |     |    |    |     |   |
| Турнір                  | С | І   | В   | Н  | П  | О   | % |
| ----------------------- | - | --- | --- | -- | -- | --- | - |
| Чемпіонат Франції (Д-1) | 3 | 87  | 26  | 15 | 46 | 67  |   |
| Чемпіонат Франції (Д-2) | 4 | 138 | 74  | 28 | 36 | 176 |   |
| Кубок Франції           | 6 | 17  | 9   | 2  | 6  | 20  |   |
| Кубок Шарля Драго       | 3 | 6   | 2   | 1  | 3  | 5   |   |
| Усього                  | 7 | 248 | 111 | 46 | 91 | 268 |   |

Статистика виступів на чемпіонаті світу:
| 1/8 фіналу 5 червня 1938 |

| Франція                   | 3 — 1 | Бельгія      |
| ------------------------- | ----- | ------------ |
| Венант 1' Ніколя 11', 69' | Звіт  | Ісемборг 19' |

| «Олімпійський стадіон Ів дю Мануар» (Коломб) Глядачів: 30 454 |

Франція: Лоран Ді Лорто, Ектор Касенаве, Етьєн Маттле (), Жан Бастьєн, Огюст Жордан, Рауль Дьянь, Альфред Астон, Оскар Ессерер, Жан Ніколя, Едмон Дельфур, Еміль Венант. Тренер — Гастон Барро.
Бельгія: Арнольд Баджу, Робер Паверік, Корнель Сейс, Жан ван Альфен, Еміль Стейнен (), Альфонс Де Вінтер, Шарль Ванден Ваувер, Бернар Ворхоф, Анрі Ісемборг, Раймон Брен, Нан Буйле. Тренер — Джек Батлер.
| 1/4 фіналу 12 червня 1938 |

| Франція     | 1 — 3 | Італія                      |
| ----------- | ----- | --------------------------- |
| Ессерер 10' | Звіт  | Колауссі 10' Піола 52', 72' |

| «Олімпійський стадіон Ів дю Мануар» (Коломб) Глядачів: 58 455 |

Франція: Лоран Ді Лорто, Ектор Касенаве, Етьєн Маттле (), Жан Бастьєн, Огюст Жордан, Рауль Дьянь, Альфред Астон, Оскар Ессерер, Жан Ніколя, Едмон Дельфур, Еміль Венант. Тренер — Гастон Барро.
Італія: Альдо Олів'єрі, Альфредо Фоні, П'єтро Рава, П'єтро Серантоні, Мікеле Андреоло, Уго Локателлі, Амедео Б'яваті, Джузеппе Меацца (), Сільвіо Піола, Джованні Феррарі, Джино Колауссі. Тренер — Вітторіо Поццо.